# حلزون‌ماهی کوتوله
حلزون‌ماهی کوتوله (نام علمی: Lipariscus nanus) نام یک گونه از تیره حلزون‌ماهی است.